# Östbo härad
Östbo härad var ett härad i Småland och Jönköpings län och var en del av smålandet Finnveden. Häradet motsvarar idag delar av Värnamo, Vaggeryds och Gnosjö kommuner. Häradets areal uppgick till 1 676 km², varav land 1 538. 1930 fanns här 20 888 invånare. Tingsplats var Värnamo.

## Namnet
Häradsnamnet skrevs mellan 1216 och 1220 in Østbo. Det innehåller väderstrecket öst samt bo för "bygd" eller "förvaltningsdistrikt".

## Socknar
Häradet omfattade 13 socknar.
I Värnamo kommun
- Fryele socken (före 1878 också en del i Västra härad)
- Gällaryds socken (före 1878/1885 en del i Västra härad)
- Hångers socken
- Kärda socken
- Rydaholms socken
- Tånnö socken
- Voxtorps socken
- Värnamo socken

I Gnosjö kommun
- Kävsjö socken

I Vaggeryds kommun
- Byarums socken (före 1876 en del i Västra härad)
- Hagshults socken (före 1876 en del i Västra härad)
- Tofteryds socken (före 1876 en del i Västra härad)
- Åkers socken

Ursprungligen tillhörde även Bondstorps socken och en del av Åsenhöga häradet, men de överfördes 1870 till grannhäradet Mo.
Värnamo stad bildades 1920 men utan egen jurisdiktion.

## Geografi
Häradet var beläget i mellersta Småland på randen av Småländska höglandet. Trakten är skogbevuxen. De norra delarna är kuperade medan de södra är låglänta med många sjöar och våtmarker.
I Voxtorps socken låg den medeltida borgen Trollaborg. Senare sätesgårdar var Eds säteri (Voxtorps socken), Lundboholms säteri (Voxtorp), Bratteborgs säteri (Byarum), Hörle bruk (Värnamo socken), Hindsekinds säteri (Värnamo socken), Herrestads säteri (Kärda), Åminne säteri (Kärda), Vallerstads säteri (Kärda), Källunda säteri (Kärda) och Os bruk (Gällaryd).

## Län, fögderier, tingslag, domsagor och tingsrätter
Socknarna ingick i Jönköpings län. Församlingarna tillhör(de) från 1555 Växjö stift.
Häradets socknar hörde till följande fögderier:
- 1720-1945 Östbo fögderi
- 1946-1990 Värnamo fögderi

Häradets socknar tillhörde följande tingslag, domsagor och tingsrätter:
- 1680-1947 Östbo tingslag i 
  - 1680-1778 Sunnerbo, Västbo och Östbo häraders domsaga
  - 1779-1947 Östbo och Västbo domsaga
- 1948-1970 Östbo och Västbo domsagas tingslag i Östbo och Västbo domsaga

- 1971-2005 Värnamo tingsrätt och domsaga
- 2005- Jönköpings tingsrätt och domsaga